# Antonov An-124
Antonov An-124 (NATO-kodenavn Condor) er et firemotors russisk/ukrainsk transportfly bygget af Antonov. Motorerne er af typen Lotarev D-18, også kendt under navnet "ZKMB Progress D-18". Det er samme type som Antonov An-225 benytter.
Flyet blev introduceret for Vesten i 1985 og overtog her rekorden som verdens største masseproducerede transportfly fra Lockheed C-5 Galaxy. Produktionen fortsætter endnu i Kyiv, Ukraine og Uljanovsk, Rusland.